# 伊沃·伊利切維奇
伊沃·伊利切維奇（Ivo Iličević）是克羅地亞的一位足球運動員。在場上司職進攻中場。他現在效力于德甲球隊纽伦堡。他也代表克羅地亞國家足球隊參加賽事。